# Birmania ai XVII Giochi paralimpici estivi
La Birmania ha partecipato ai XVII Giochi paralimpici estivi che si sono svolti a Parigi in Francia, dal 28 agosto all'8 settembre 2024, con una delegazione di un atleta uomo, che ha gareggiato in una disciplina.

## Atletica leggera
Fonte:
| Atleta  | Evento                       | Batteria  | Batteria  | Finale          | Finale          |
| Atleta  | Evento                       | Risultato | Posizione | Risultato       | Posizione       |
| ------- | ---------------------------- | --------- | --------- | --------------- | --------------- |
| Pea Soe | 100 metri piani T64 maschili | 11"89     | 8°        | non qualificato | non qualificato |
| Pea Soe | 200 metri piani T64 maschili | 24"42     | 7°        | non qualificato | non qualificato |